# Ceratinopsis oregonicola
Ceratinopsis oregonicola là một loài nhện trong họ Linyphiidae.
Loài này thuộc chi Ceratinopsis. Ceratinopsis oregonicola được Ralph Vary Chamberlin miêu tả năm 1949.